# Дульсей Слоан
Ду́льсей Лаза́рія Сло́ан (англ. Dulcé Lazaria Sloan, нар. 4 липня 1983) — американська артистка стенд-апу й акторка. Відома як кореспондентка телепередачі The Daily Show з Тревором Ноа на каналі Comedy Central.

## Біографія

### Ранні роки життя й освіта
Слоан народилася в Маямі, штат Флорида, і більшу частину свого дитинства провела в Атланті, штат Джорджія та Маямі. Закінчила середню школу Медоукрік у 2001 році.
Слоан навчалася в університеті Бренау, де отримала ступінь бакалавра мистецтв за спеціальністю театральне виконавче мистецтво з додатковим вивченням іспанської мови. Входить до театрального студентського братства Alpha Psi Omega.

### Кар'єра
Слоан вийшла на сцену стендап-комедії в травні 2009 року після того, як її підбадьорили друзі, які працювали в Funny Farm Comedy Club.
У 2015 році стала «Новим обличчям комедії» на комедійному фестивалі Just For Laughs і перемогла на 12-й щорічній комедійній виставці StandUp NBC. Її комедійний дебют на вечірньому телебаченні відбувся в передачі Conan у лютому 2016 р. Кілька місяців потому вона виграла фестиваль 2016 Big Sky Comedy Festival у місті Біллінгс, штат Монтана. Наступні виступи на телебаченні були у передачах Comedy Knockout, The Steve Harvey Show, @midnight with Chris Hardwick, як кореспондентка вона з'явилася у E! News Daily. Слоан приєдналася до The Daily Show як кореспондент у вересні 2017 року. У жовтні 2019 року вийшов її епізод у комедійній передачі Comedy Central Stand-Up Presents.
Дульсей Слоан також озвучила Бджолу в анімаційному ситкомі Fox The Great North і була учасницею радіошоу Wait Wait... Don't Tell Me!.

### Особисте життя
Слоан є племінницею співака Stevie B.

## Нагороди та відзнаки
- 2015: Just for Laughs New Faces of Comedy[6]
- 2015: StandUp NBC comedy showcase winner[7]
- 2016: Big Sky Comedy Festival winner[9]
- 2017: Brenau Alumni Hall of Fame inductee[16]
- 2018: Variety 10 Comics to Watch[17]